# Greg Brown (baloncestista)
Gregory James "Greg" Brown III  (Dallas, Texas; 1 de septiembre de 2001) es un jugador de baloncesto estadounidense que pertenece a la plantilla de los Calgary Surge de la CEBL canadiense. Con 2,01 metros de estatura, juega en la posición de ala-pívot.

## Trayectoria deportiva

### Universidad
Jugó una temporada con los Longhorns de la Universidad de Texas, en la que promedió 9,3 puntos, 6,2 rebotes y 1,0 tapones por partido, Fue incluido al término de la misma tento en el mejor quinteto de novatos como en el de debutantes de la Big 12 Conference.
El 13 de mayo de 2021 anunció que se presentaría al draft de la NBA, renunciando a su elegibilidad universitaria restante.

#### Estadísticas
| Año     | Equipo | PJ | PT | MPP  | %TC  | %3P  | %TL  | RPP | APP | ROB | TPP | PPP |
| ------- | ------ | -- | -- | ---- | ---- | ---- | ---- | --- | --- | --- | --- | --- |
| 2020–21 | Texas  | 26 | 24 | 20.6 | .420 | .330 | .708 | 6.2 | .4  | .6  | 1.0 | 9.3 |

### Profesional
Fue elegido en la cuadragésimo tercera posición del Draft de la NBA de 2021 por los New Orleans Pelicans, pero fue traspasado a Portland Trail Blazers a cambio de una futura segunda ronda del draft y dinero. Brown participó de la Liga de Verano de 2021 con el equipo. El 12 de agosto de 2021 firmó un contrato de 3 años con los Blazers. El 23 de octubre hizo su debut en la NBA, registrando 4 puntos y 3 rebotes en una victoria 134-105 sobre los Phoenix Suns. El 8 de febrero de 2022 anotó 15 puntos, su máxima marca en la temporada, junto con 8 rebotes, en una derrota 95-113 ante Orlando Magic. El 23 de marzo, en una derrota 96-133 frente a San Antonio Spurs, Brown alcanzó su máximo de temporada en rebotes con 14, además de anotar 7 puntos y dar 2 bloqueos.
El 9 de febrero de 2023 los Blazers cortaron a Brown. El 2 de marzo fue adquirido por los Ontario Clippers de la NBA G League.
El 14 de agosto de 2023, Brown fichó para los Dallas Mavericks, y el 21 de octubre el equipo convirtió el contrato en uno dual.
El 11 de septiembre de 2024, Capitanes de Ciudad de México anuncia la adquisición de sus derechos en un acuerdo con Texas Legends a cambio de los derechos del jugador Phillip Wheelers.
El 2 de abril de 2025 firmó contrato con los Calgary Surge de la CEBL canadiense.

## Estadísticas de su carrera en la NBA

### Temporada regular
| Año     | Equipo   | PJ | PT | MPP  | %TC  | %3P  | %TL  | RPP | APP | ROB | TPP | PPP |
| ------- | -------- | -- | -- | ---- | ---- | ---- | ---- | --- | --- | --- | --- | --- |
| 2021-22 | Portland | 48 | 6  | 13.3 | .426 | .311 | .677 | 2.8 | .7  | .5  | .5  | 4.7 |
| 2022-23 | Portland | 16 | 0  | 5.8  | .393 | .143 | .417 | 1.2 | .2  | .3  | .3  | 1.8 |
| 2023-24 | Dallas   | 6  | 0  | 6.6  | .455 | .333 | .444 | 1.5 | .7  | .0  | .7  | 2.5 |
| Total   | Total    | 70 | 6  | 11.0 | .424 | .296 | .616 | 2.3 | .6  | .4  | .5  | 3.8 |